# Rous Lench
Rous Lench est une paroisse civile et un village du Worcestershire, en Angleterre.